# Карлота (Потенца)
Карлота (итал. Carlotta) је насеље у Италији у округу Потенца, региону Базиликата.
Према процени из 2011. у насељу је живело 41 становника. Насеље се налази на надморској висини од 517 м.